# Trebišnjica
Trebišnjica je hercegovačka rijeka ponornica duga 96,5 km koja izvire na nadmorskoj visini od 398 metara. S podzemnim tokovima ukupne je dužine 187 km. Trebišnjica je dio kompleksa podzemnih i nadzemnih rijeka čije je krajnje odredište Jadransko more, to jest rijeka Ombla (poznata i pod imenom Rijeka dubrovačka) koja se ulijeva u more kod Dubrovnika.
Na Trebišnjici je planirana izgradnja sedam hidrocentrala od kojih su do sada izgrađene četiri: Trebinje I, Trebinje II, Dubrovnik i Čapljina. Kod hidrocentrala Trebinje I i Trebinje II napravljena su dva umjetna jezera: Bilećko jezero i Goričko jezero, a prilikom izgradnje CHE Čapljina, 1979. je betonirano 67 km korita (od Trebinja do kraja Popova polja kod Hutova gdje se nalazi gornji kompenzacijski bazen elektrane) čime je spriječeno poniranje i razlijevanje Trebišnjice, a time se intenzivirala poljoprivredna proizvodnja u Popovu polju.

## Vanjske poveznice
- Ivo Lučić: Trebišnjica. Jučer najveća ponornica, danas tvornica struje, sutra…? (Ekonomska i ekohistorija: časopis za gospodarsku povijest i povijest okoliša, vol. 8, no. 1, studeni 2012.)
- Trebišnjica